# Tesoro de Loreto
El Tesoro de Loreto se encuentra en el Museo de la ciudad italiana de Chiusa en la región del Tirol del Sur. Este tesoro es interesante para la historia de España puesto que el museo fue fundado gracias a Mariana de Neoburgo (1667-1740), esposa de Carlos II de España (1665-1700) y reina consorte entre 1689 y 1700, por intercesión su confesor el padre Gabriel Pontifesser (1653-1706), que era nativo de Chiusa. El Tesoro debe su nombre a la capilla de Loreto que también está en Chiusa y en la cual el tesoro fue guardado inicialmente.

## La capilla de Loreto y el Tesoro de Loreto
La capilla de Loreto fue construida en 1702 y santificada en junio de 1723. La capilla simboliza la casa santa de Nazaret que está en Loreto, un municipio de Ancona en el cual está guardada Nuestra Señora de Loreto. El altar de Nicola Fumo (sobre 1700) en el interior de la capilla representa el altar de Loreto. Una rejilla de hierro y varios cuadros de artistas españoles decoran el interior de la capilla que fue restaurada en 1963. Al principio el tesoro fue parte de la capilla y fue guardado en una habitación propia. En 1701 la mayoría del tesoro ya se encontraba en Chiusa. Los cuadros y objetos religiosos de la corte de España eran sobre todo regalos de personalidades que pasaron su tiempo en la corte como por ejemplo el arquitecto veneciano José del Olmo. También los regalos de la reina de España, que procedían en parte de la capilla de Madrid, contaron entre estos. A lo largo de los años el tesoro sufrió distintas pérdidas, una de ellas el robo de veinte cuadros y diversos libros durante la ocupación del Tirol por Baviera (1806-1814). La catástrofe por inundación en 1921 tuvo consecuencias terribles como la destrucción total de objetos y cuadros. En los años 70 el gobierno del land del sur del Tirol construyó una sala de exposición para el tesoro de Loreto para garantizar su preservación. Desgraciadamente otro robo en los años 90 hizo desaparecer cuadros y objetos cuya mayoría fue confiscada unos años después. Hoy el tesoro está guardado en el museo de Chiusa. Los cuadros más importantes de la colección de Loreto son el retrato de la reina de España Mariana de Neoburgo, fundadora del Museo, y el retrato del sacerdote Gabriel Pontifesser.

## El robo de algunos objetos
Tras 27 años desaparecidos algunos objetos de arte del tesoro de Loreto volvieron al museo de Chiusa en marzo de 2014. En el otoño de 2013 la mayoría de las obras robadas en 1986 fueron confiscadas por la unidad especial de la policía “Carabinieri Tutela Patrimonio Culturale “. En marzo de 2014 los objetos prestigiosos fueron presentados primero en la exposición “La Memoria ritrovata” en el Palacio del Quirinal de Roma. Entre los objetos robados se encontraban vinajeras y hostiarios que provienen del patrimonio del rey Carlos II de España (1665-1700) y que fueron regalados a la capilla de Chiusa en 1700.